# 桑克
李树权（1967年—），笔名桑克，中国当代诗人，出生于黑龙江省密山市8511农场，现在居住在哈尔滨市。
桑克自幼受母亲影响热爱诗歌，1985年考入北京师范大学，1989年毕业。其诗歌作品在国内外多种报刊上发表，曾经获1993年第一届台湾新陆小诗奖、1997年度刘丽安诗歌奖、2000年天问诗歌奖、2002年《草原》文学奖、2003年人民文学诗歌奖等奖项。作品被译为英、法、西、日、斯洛文尼亚、孟加拉等多种文字。一般来说，桑克被认为是当代中国最重要的诗人之一。

## 主要作品
自印诗集：
- 《午夜的雪》（1987）
- 《无法标题》（1988，与王珺合作）
- 《泪水》（1990）
- 《诗十五首》（1997）
- 《海岬上的缆车》》（2005）
- 《滑冰者》（2005）

公开出版：
译诗集
- 《菲利普·拉金诗选》（2003年1月河北教育出版社）
- 《学术涂鸦》（奥登著，2005年1月古吴轩出版社）

诗集：
- 《桑克诗歌》（2007年7月太白文艺出版社）
- 《桑克诗选》（2007年12月长江文艺出版社）
- 《转台游戏》（2011年1月重庆大学出版社）
- 《冬天的早班飞机》（2012年5月人民文学出版社）